# Chris Hughton
Christopher William Gerard Hughton (Forest Gate, 11 december 1958) is een Iers voormalig gewezen profvoetballer en huidig voetbaltrainer. In 1979 werd hij de eerste gekleurde speler die uitkwam voor het Iers voetbalelftal. Hughton maakte zijn debuut voor de nationale ploeg op 29 oktober 1979, toen Ierland op eigen veld met 3–2 won van de Verenigde Staten in een vriendschappelijk duel.

## Trainerscarrière
Op zondag 6 april 2014 kwam voor Hughton een einde aan zijn dienstverband bij Norwich City. Aanleiding voor zijn ontslag waren de teleurstellende prestaties: de 'Canaries' wonnen drie van de laatste achttien wedstrijden. Onder leiding van Hughton was Norwich City redelijk aan het Premier League-seizoen begonnen. De coach, die de club in het seizoen 2012/13 nog naar de elfde plek had geleid, zag zijn ploeg echter ver wegzakken. In 2014 werd hij trainer van Brighton & Hove Albion waarmee hij in 2017 naar de Premier League promoveerde. In zijn eerste seizoen op het hoogste niveau slaagde de Ier er in handhaving af te dwingen door op de vijftiende plek te eindigen. In zijn tweede seizoen werd ternauwernood degradatie voorkomen door op de zeventiende plek te eindigen. De club besloot daarom het nieuwe seizoen in te willen gaan met een nieuwe trainer en liet Hughton gaan. In oktober 2020 tekende Hughton een contract bij Nottingham Forest, waar hij Sabri Lamouchi verving.

## Erelijst

### Als speler
| Competitie                     |                   |                   |                   |                   |
| Competitie                     | Aantal            | Jaren             |                   |                   |
| Tottenham Hotspur              | Tottenham Hotspur | Tottenham Hotspur | Tottenham Hotspur | Tottenham Hotspur |
| ------------------------------ | ----------------- | ----------------- | ----------------- | ----------------- |
| Internationaal                 |                   |                   |                   |                   |
| UEFA Cup                       | 1x                | 1983/84           |                   |                   |
| Nationaal                      |                   |                   |                   |                   |
| FA Cup                         | 2x                | 1980/81, 1981/82  |                   |                   |
| FA Community Shield            | 1x                | 1981              |                   |                   |
| Brentford                      |                   |                   |                   |                   |
| Football League Division Three | 1x                | 1991/92           |                   |                   |

Als trainer
| Football League Championship | 1x | 2009/10 |

1 Bonner ·
2 Morris ·
3 Hughton ·
4 McCarthy ·
5 Moran ·
6 Whelan ·
7 McGrath ·
8 Houghton ·
9 Aldridge ·
10 Stapleton  ·
11 Galvin ·
12 Cascarino ·
13 O'Brien ·
14 Kelly ·
15 Sheedy ·
16 Peyton ·
17 Byrne ·
18 Sheridan ·
19 Anderson ·
20 Quinn ·
Coach: Charlton
1 Bonner ·
2 Morris ·
3 Staunton ·
4 McCarthy  ·
5 Moran ·
6 Whelan ·
7 McGrath ·
8 Houghton ·
9 Aldridge ·
10 Cascarino ·
11 Sheedy ·
12 O'Leary ·
13 Townsend ·
14 Hughton ·
15 Slaven ·
16 Sheridan ·
17 Quinn ·
18 Stapleton ·
19 Kelly ·
20 Byrne ·
21 McLoughlin ·
22 Peyton ·
Coach: Charlton